# 샤오예 (작가)
리위안(중국어 정체자: 李遠, 병음: Lî Yuân, 한자음: 이원, 1951년 10월 30일 ~ )는 중화민국의 정치인, 작가이다. 필명은 샤오예(小野)이다.